# Danguya pulchella
Danguya es un género monotípico de plantas con flores perteneciente a la familia Acanthaceae. El género tiene una especie de hierbas, natural de Madagascar: Danguya pulchella Benoist

## Taxonomía
Danguya pulchella fue descrita por la zoóloga y botánica francesa, Raymond Benoist y publicado en Bulletin de la Société Botanique de France 76: 1038, en el año 1929.